# Марыхуба, Игорь Ражденович
Игорь Ражденович Марыхуба (абх. Марыхәба Игор Ражден-иҧа) (род. 9 января 1946, Аацы, Гудаутский район, Абхазская АССР) — абхазский государственный, общественно-политический деятель и учёный-историк Республики Абхазия.

## Биография
Родился в семье педагогов, участников Великой Отечественной войны. Окончив начальные классы в Аацынской 8-летней школе, в 1963 году завершил учёбу в Цандрипшской средней школе-интернате № 1 Гагрского района. В 1966 году окончил Сухумский индустриальный техникум по специальности «техник-строитель» факультета промышленного и гражданского строительства, а в 1971 году — исторический факультет Сухумского государственного педагогического института по специальности «преподаватель истории».
В 1966—1968 годах строил важные объекты Всесоюзного курортного комплекса Пицунда (Амзара) в Абхазии в должности прораба, инженера, а после ввода в эксплуатацию курорта Пицунда работал начальником службы.
Служил в рядах Советской армии (в радиотехнических войсках) в г. Ярославле в 1972—1973 годах.
Затем работал заведующим постановочной частью Абхазского государственного драматического театра имени С. Я. Чанба (1973—1975), заведующим отделом истории Абхазии дореволюционного периода в Абхазском государственном музее (1975—1980), заведующим жилищно-бытовым отделом Совпрофа Абхазской АССР (1980—1993), исполняющим обязанности председателя комитета профсоюза работников культуры республики Абхазия (1993—1996), старшим референтом Администрации Президента Республики Абхазия и одновременно первым заместителем председателя Совета общественности при Президенте Республики Абхазия (1996—2001), секретарём комитета по организации Академии наук Абхазии (1996—1997 гг.) Так же работал секретарём государственной комиссии РА по расследованию фактов геноцида и массовых убийств граждан Абхазии во время грузино-абхазской войны 1992—1993 гг. (1996—2001), членом государственной комиссии по развитию абхазского языка(1996—2001). С 1997 года работал старшим научным сотрудником отдела истории Абхазии института гуманитарных исследований имени Д. И. Гулиа, Академии наук Абхазии.
Один из лидеров национально-освободительной борьбы абхазского народа 60-80-х годов XX века. Автор, соавтор, составитель и подписант многих абхазских писем в Москву — в ЦК КПСС, посвященных праву абхазской нации на самоопределение, восстановлению репрессированного Сталиным суверенитета Абхазии, её национальной государственности, вопросу выхода Абхазии из-под колониальной зависимости Грузии. Активный участник Всеабхазских народных собраний (сходов) в Сухуме, на Лыхнашта, в селе Пакуашь в 1967 г., 1978 г., 1989 г., идеологической работы в период грузино-абхазской войны 1992—1993 годов.
Один из инициаторов создания и лидеров Народного форума Абхазии «Айдгылара» («Единение») — общественно-политической организации в Абхазии (ноябрь — декабрь 1988 г.), активный участник разработки её Устава и Программы, один из первых её руководителей, член её Президиума и Правления. Участник съездов и сессий Ассамблеи (Конфедерации) горских народов Кавказа, делегат Общенациональных съездов абазинского и чеченского народов в Черкесске и Грозном (1989 г., 1990 г.), делегат Общенационального съезда горских народов Кавказа от Первого Всеабхазского съезда в Сухуме (февраль 1991 г.).
Один из инициаторов и лидеров создания новой (социал-демократической) партии в Республике Абхазия — «Народной партии Абхазии» (октябрь 1991), первый съезд которой избрал его председателем этой партии. Во время грузино-абхазской войны был членом Оперативного Штаба Конфедерации народов Кавказа (КНК) в городе Гудаута, являлся делегатом (и докладчиком от Народной партии Абхазии) первого Всемирного Конгресса абхазо-абазинского народа на Лыхнашта, делегатом III чрезвычайного съезда кабардинского народа. По поручению руководителя Республики Абхазия не раз возглавлял абхазские делегации в Северо-Кавказских республиках, имел встречи с руководителями этих республик, устраивал в них пресс-конференции с целью разъяснения складывающейся военно-политической ситуации вокруг Абхазии во время грузино-абхазской войны, посещал семьи добровольцев, погибших в этой войне.

## Награды
- орден «Ахьдз-апша» III степени (19. 01.2011).